# Broschniw-Ossada
Broschniw-Ossada (ukrainisch Брошнів-Осада; russisch Брошнев-Осада Broschnew-Ossada, polnisch Broszniów osada/kolonia) ist eine in der Westukraine liegende Siedlung städtischen Typs mit etwa 5800 Einwohnern. Sie liegt am Ufer der Sywka, etwa 40 Kilometer westlich der Oblasthauptstadt Iwano-Frankiwsk und 7 Kilometer nördlich der ehemaligen Rajonshauptstadt Roschnjatiw.

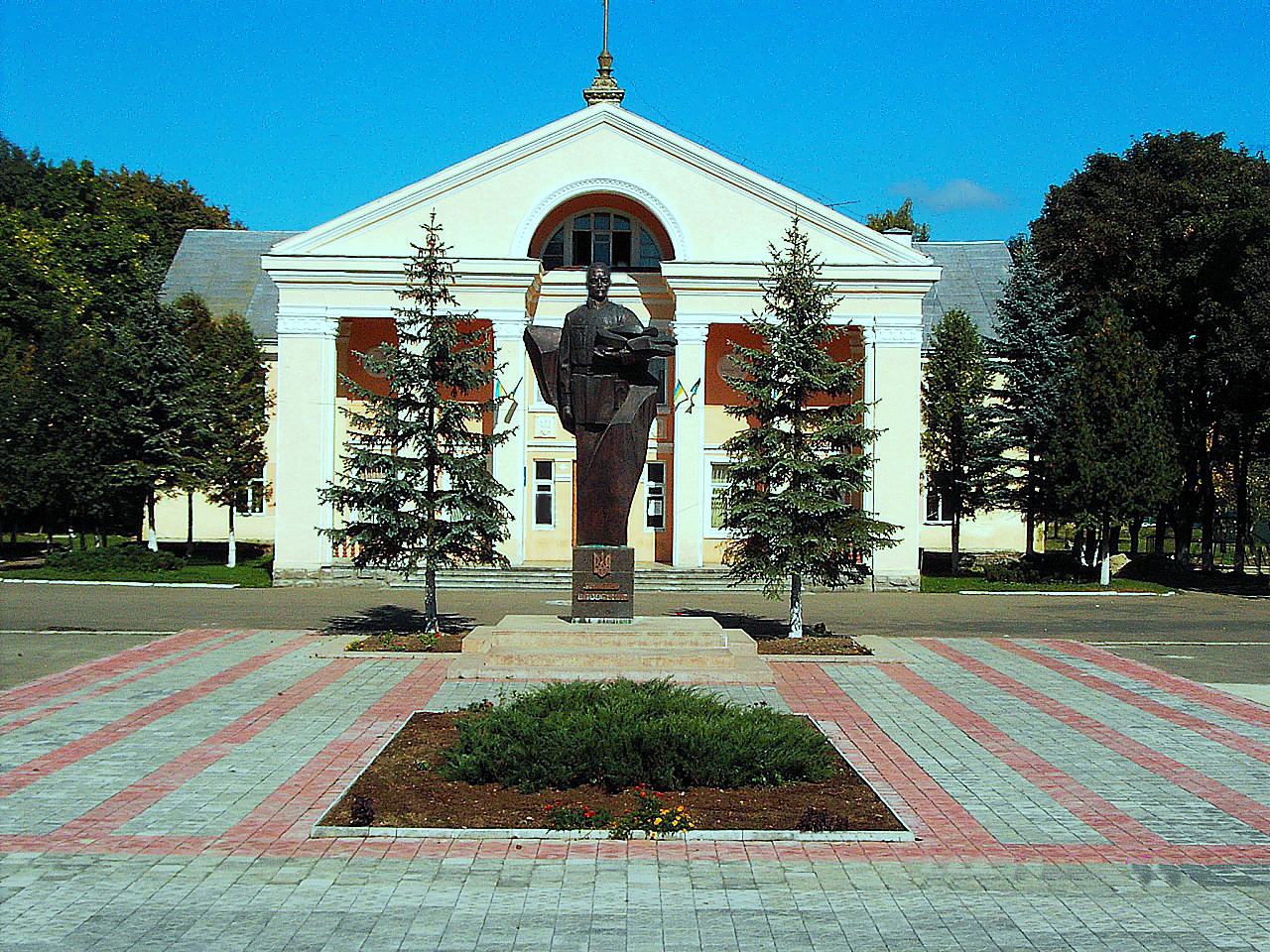
Denkmal und Häuser im Ort

An Stelle des heutigen Ortes wurde 1890 ein Sägewerk auf dem Gemeindegebiet von Broschniw (damals polnisch Broszniów) errichtet. Um das Sägewerk herum entstand eine Arbeitersiedlung, während der Polnischen Republik entwickelte sich der Betrieb zu einem Großunternehmen, 1935 wurde die Arbeitersiedlung unter dem Namen Broszniów osada zum eigenständigen Ortsteil der Gmina Broszniów. Mit Beginn des Zweiten Weltkriegs 1939 wurde Ostpolen von der Sowjetunion besetzt und der Ort 1940 zu einer Siedlung städtischen Typs deklariert. Zwischen 1941 und 1944 war das Gebiet dann von Deutschland besetzt, dieses gliederte den Ort in den Distrikt Galizien unter dem Namen Broszniów kolonia ein.
1945 kam der Ort wiederum zur Sowjetunion, dort wurde sie Teil der Ukrainischen SSR und ist seit 1991 ein Teil der heutigen Ukraine.
Seit 1900 führte vom Sägewerk ausgehend die Waldbahn Broschniw in südliche Richtung in die Karpatenwälder, bis in die 1990er Jahre existierte noch eine Strecke über Roschnjatiw, Perehinske nach Osmoloda (mit einer Zweigbahn über Mischhirja nach Huta und Dswynjatsch).

## Administrative Einordnung
Am 30. Juli 2017 wurde die Siedlung zum Zentrum der neugegründeten Siedlungsgemeinde Broschniw-Ossada (Брошнів-Осадська селищна громада Broschniw-Ossadska selyschtschna hromada), zu dieser zählten auch noch die 2 Dörfer Kadobna und Krechowytschi, bis dahin bildete es die gleichnamige Siedlungsratsgemeinde Broschniw-Ossada (Брошнів-Осадська селищна рада/Broschniw-Ossadska selyschtschna rada) im Norden des Rajons Roschnjatiw.
Am 3. August 2018 kam noch das Dorf Broschniw zum Gemeindegebiet, am 12. Juni 2020 dann noch das Dorf Rakiw.
Am 17. Juli 2020 wurde der Ort Teil des Rajons Kalusch.
Folgende Orte sind neben dem Hauptort Roschnjatiw Teil der Gemeinde:
| Name                     | Name       | Name                      | Name       | Name |
| ukrainisch transkribiert | ukrainisch | russisch                  | polnisch   |      |
| ------------------------ | ---------- | ------------------------- | ---------- | ---- |
| Broschniw                | Брошнів    | Брошнев (Broschnew)       | Broszniów  |      |
| Kadobna                  | Кадобна    | Кадобна                   | Kadobna    |      |
| Krechowytschi            | Креховичі  | Креховичи (Krechowitschi) | Krechowice |      |
| Rakiw                    | Раків      | Раков (Rakow)             | Raków      |      |